# Мареза
Мареза (пол. Mareza, нім. Mareese) — село в Польщі, у гміні Квідзин Квідзинського повіту Поморського воєводства.
Населення — 1232 особи (2011).
У 1975-1998 роках село належало до Ельблонзького воєводства.

## Демографія
Демографічна структура станом на 31 березня 2011 року:
|          | Загалом | Допрацездатний вік | Працездатний вік | Постпрацездатний вік |
| -------- | ------- | ------------------ | ---------------- | -------------------- |
| Чоловіки | 600     | 129                | 425              | 46                   |
| Жінки    | 632     | 152                | 384              | 96                   |
| Разом    | 1232    | 281                | 809              | 142                  |